# ひとつおぼえの
「ひとつおぼえの」は、日本の楽曲。作詞：木庭しげる、作曲：寺島尚彦。

## 概要
1970年8月 - 9月、NHKの『みんなのうた』で紹介。「一つ覚えの歌」に関する家族をイメージした歌で、1番はピアノが難しいと嘆く主人公、2番から4番はギター好きの兄・テレビドラマ主題歌の好きな母・風呂の中で歌う父の様子、そして5番は窓の外から聞こえる虫の音を家族が聞き入る内容。歌は1番と5番がスローテンポの3拍子だが、2番から4番までは明朗な4拍子と、対照的なテンポとなっており、またイントロ部と5番前の間奏は、ルートヴィッヒ・ヴァン・ベートーヴェン作曲の『ピアノソナタ第14番』のパロディである。歌は当時フォークシンガーだった「オッコ」こと野呂ひとみ。映像は亀井武彦製作のアニメ。
当時オッコがキングレコード所属であるため、キング発売の『みんなのうた』関連LPレコードには収録されたが、再放送やDVD化はされていない。